# Богдан, Руслан Дмитриевич
Руслан Дмитриевич Богдан (укр. Руслан Дмитрович Богдан; род. 28 января 1972, Киев) — украинский политик. Член ВО «Батькивщина». Народный депутат Украины в 2007—2012, 2014, 2016—2019 годах.

## Образование
Учился в средней школе № 234 города Киева. С 1987 года — обучение в Киевском суворовском военном училище, специальность «Военная подготовка». В 1992—1997 годах учился в Украинском государственном университете физического воспитания и спорта по специальности «Физическое воспитание». В 1996—2000 годах студент Киевского национального университета имени Тараса Шевченко, специальность «Экономика». В 2008 году окончил Ивано-Франковский национальный технический университет нефти и газа, специальность «Геология нефти и газа».

## Карьера
С 1994 по 2001 год — ООО «Фарт», прошёл путь от начальника отдела материально-технического обеспечения до коммерческого директора того же предприятия.
С 2001 по 2007 год — ООО «Энерготорг», первый заместитель директора.
С 2005 года член партии «Реформы и порядок». Во время парламентских выборов 2006 года был под № 31 в списке Гражданского блока «Пора-ПРП». Блок не преодолел 3% барьер и не попал в Верховную Раду Украины.
Поскольку с декабря 2006 года партия «Реформы и порядок» вошла в «Блок Юлии Тимошенко», то на внеочередных выборах в Верховную Раду в 2007 году Руслан Богдан идёт по спискам именно этого блока, под № 146.
С 2007 по 2012 — народный депутат Украины VI созыва от «Блока Юлии Тимошенко», № 146 в списке.
В 2014 году — народный депутат Украины VII созыва от ВО «Батькивщина», № 73 в списке.
25 декабря 2018 года включён в санкционный список России.

## Семья
Женат, имеет двоих детей.